# بانک مصر
بانک مصر (عربی: بنك مصر) شرکت خدمات مالی و بانکداری مصری است، که در سال ۱۹۲۰ تأسیس شد.